# آینه در آینه
 آینه در آینه یک آلبوم موسیقی از بیژن بیژنی است که در سبک سنتی تهیه شده و دارای ۸ آهنگ است. کامبیز روشن‌روان نیز در ساخت این آلبوم همکاری کرده‌است.

## فهرست آهنگ‌ها
| ردیف | آهنگ          |
| ۱    | شهر شوریدگان  |
| ۲    | سوییت بختیاری |
| ۳    | آینه در آینه  |
| ۴    | بدون کلام     |
| ۵    | دی بلال       |
| ۶    | رقص دستمال    |
| ۷    | دل سرگشته     |
| ۸    | بدون کلام     |